# Pyrrhus L'Enfant
 (décmebre 2024).
Pyrrhus L'Enfant  ou Pierre L'Enfant, seigneur de Patrière, chef huguenot et militaire français. Issu de la famille L'Enfant, il est seigneur de la Patrière, Cimbré, la Houssaie en L'Huisserie, Scépeaux en Astillé et Portebise.

## Biographie

Armes de L'Enfant de la Patrière : d'or à 3 fasces de gueules

### Origines
Pyrrhus ou Pierre L'Enfant est membre de la famille L'Enfant, et par sa mère à la Maison du Plessis de Richelieu. Il est le fils de Georges L'Enfant et de Françoise du Plessis, grand-tante paternelle du cardinal de Richelieu).

### Protestantisme
Il fut célèbre dans les rangs des huguenots. Il n'était peut-être pas encore déclaré en 1571 car il présente alors à l'un des bénéfices dépendant de sa terre de Scépeaux.
Dès 1564, il refusa de payer à la fabrique d'Ahuillé la rente du vin léguée par ses ancêtres. On le trouve aux registres de Courbeveille trois ou quatre fois. Comme d'autres huguenots, il est possible qu'il dissimula pendant quelque temps ses opinions suivant les lieux ou les personnes.

### Pendant la première guerre de Religion

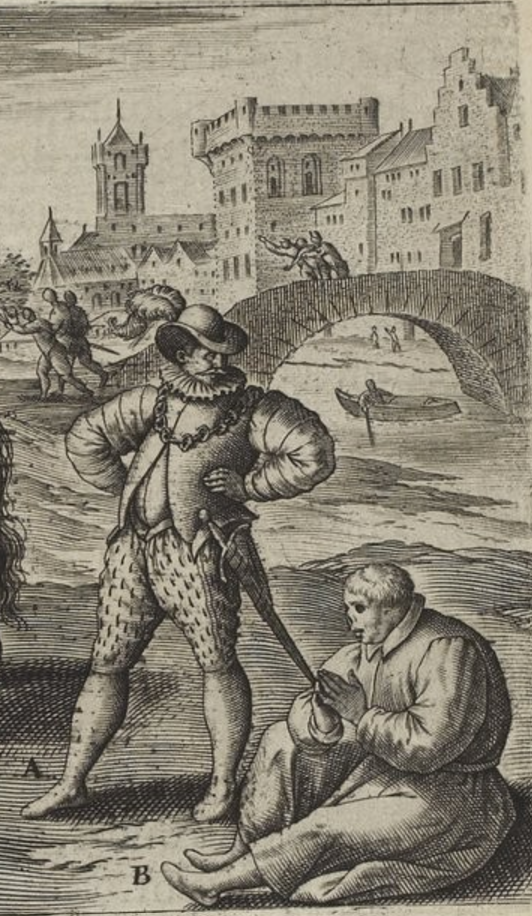
Pour Brantôme, la représentation de la Rouveraye avec une chaîne d'oreilles en forme de baudrier dans le 'Théâtre de cruautez'.

Il est possible que de 1560 à 1562, il s'associa dans les crimes, vols, pilleries et conspirations de ses coreligionnaires en s'attachant à la fortune de Gabriel Ier de Montgomery. Pirrhus Lenfant de La Patrière, avec du Touchet, a joué l'un des rôles les plus importants auprès de Montgommery, qui est resté longtemps ignoré des historiens.
Il accompagne Montgomery à son retour d'Angleterre au siège de Valognes.
Après l'exécution de René de la Rouvraye, sieur de Bressault, Pyrrhus L'Enfant se marie avec sa veuve Claude de Chivré. Le terrible châtiment infligé à René de la Rouveraye n'avait pas détourné sa veuve de s'allier de nouveau à un autre seigneur protestant, dont les allures ressemblaient fort à celles de son premier mari.

### Pendant la cinquième guerre de Religion

#### Siège de Domfront

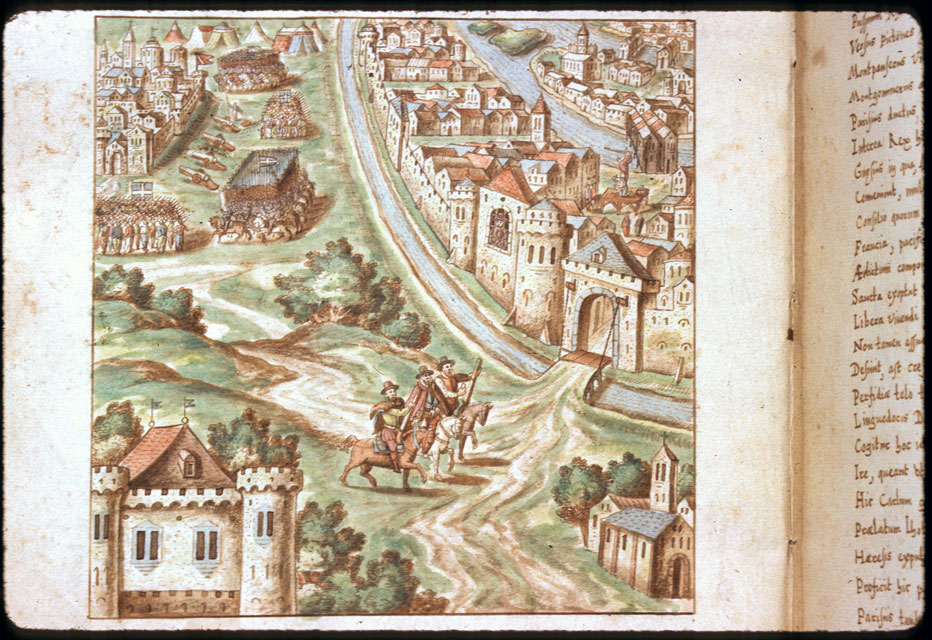
Représentation juxtaposant plusieurs scènes consécutives : le siège de Domfront ainsi que l'arrestation, l'emprisonnement et l'exécution de Montgommery.
Enluminure du manuscrit Carmen de tristibus Galliae, 1577, Bibliothèque municipale de Lyon, ms. 0156,.

En 1574, dans le cadre de la cinquième guerre de Religion, deux calvinistes, Ambroise et Pierre Le Hérissé s'emparent par surprise du donjon. Ils ouvrent les portes de la place à leur chef, le capitaine protestant Gabriel Ier, comte de Montgommery, lointain descendant des Bellême. Il est le 8 mai à Domfront. Le lendemain, le maréchal de Matignon Jacques II de Goyon, qui était à ses trousses, arrive  avec toute sa cavalerie. La ville que les habitants ont désertée est investie. Dix jours plus tard, une artillerie arrive en renfort. Gabriel Ier de Montgomery, se retranche dans le château, mais la forteresse vétuste ne résiste pas aux boulets. Il se rend le 26 mai. Il est conduit à Paris, jugé et aura la tête tranchée en place de Grève le 26 juin 1574, sur ordre de Marie de Médicis. L'Enfant est aussi au siège de Domfront en 1574 en compagnie de plusieurs protestants connus depuis le commencement des guerres de religion par leurs violences: Gabriel Ier de Montgomery vit combattre à ses côtés Roland de Chauvigné, sieur de Boisfroult, Pyrrhus Lenfant, sieur de la Patrière et de Cimbré, Ambroise et Pierre Le Hérissé, deux frères qui périrent l'un et l'autre, du Matz de Saint-Gravé, tué sur la brèche, du Jean du Mats de Montmartin, sieur de Terchant, René de Frotté, sieur de Say et de Couterne, du Breuil, des Cornières ou Collières, etc. Prisonnier avec la garnison, le 23 mai 1574, il en fut quitte pour une rançon de 30 000 livres.
Plusieurs historiens indique que ce fut Pyrrhus L'Enfant qui tua Ambroise Le Héricé.

#### Avec Guy XIX de Laval
Il se rangea ensuite sous les ordres de Guy XIX de Laval, qui le nomma, le 3 juillet 1576, maître des eaux et forêts du comté de Laval, habitait l'Anjou en février 1577, suivait son chef en Poitou et en Saintonge et se retrouvait en 1588 à Cimbré (en Tiercé).
A la reprise des hostilités après l'assassinat d'Henri III, 1589 et 1590, Pirrhus L'Enfant, fut nommé maréchal de camp et se joignit au marquis de Villaines (Brandélis IV de Champagne, avec ses troupes et du canon qu'il amenait d'Angers et du Mans, pour débusquer les Ligueurs du prieuré de Brûlon.
Il fut blessé en 1590 devant le Château de Sours en Beauce. Il eut le 18 août 1590 la capitainerie du château de Laval, capitaine de cent chevau-légers par commission du 7 juillet 1591, capitaine de cent hommes d'armes en 1591. Il devint gentilhomme de la chambre du roi, le 16 mars 1592.
Il assista à la bataille de Craon, le 23 mai 1592.
« Je vey là ce traistre Fourneaulx, 
Meudrier du baron de Vernye, 
Patrière et le sieur des Pruneaulx, 
Bien hardiz, quoy que lon en die; 
Mais quoy? la mesme malladie 
Print à eulx et à leurs chevaulx.
Il nest que daller.
Michel Luette, Pique-mouches, 1592 »
Son autorité fut toutefois très-paralysée par le ligueur Pierre Le Cornu. Le château de la Patrière, pris et repris plusieurs fois pendant ces guerres, eut beaucoup à souffrir.

### Ordre de Saint-Michel
Henri IV, en 1593, le nomme chevalier de l'Ordre de Saint-Michel, et lui donne la disposition de l'Abbaye Saint-Vincent de Nieul-sur-l'Autise, et du Prieuré de Grandmont-lès-Chinon (alias de Pommier-Aigre) qui avaient appartenu à Jacques du Plessis de Richelieu, son oncle, ce qui semble indiquer qu'il était redevenu catholique.
Henri IV est à l'origine de la promotion de cet officier, pour ses intérêts, parce que tout le pays de Laval ne voulait point d'un roi huguenot, se dévouait à la Ligue catholique, et L'Enfant pouvait y avoir quelque autorité. On retrouve la trace de l'Enfant, en 1593, aux registres de Courbeveille, où le nom de Pirrhus est changé en celui de Pierre, la seconde, aux archives de la Ragottière d'Astillé, à la date de 1594. Il vivait encore en 1606 et devait être mort en 1609. On lit, dans les Plaintes des Églises réformées de France, que le sieur de la Patrière, gentilhomme angevin, fut déterré par sentence de la justice d'Angers.

## Famille

### Le père
Georges L'Enfant (ou encore Georges de la Patrière, ou Georgius Patricius) s'engage comme ses aïeux dans la carrière des armes au service de la Famille de Laval. Il est homme d'armes de la compagnie de 50 lances de Guy XVII de Laval, puis accède à la lieutenance. Il décède avant 1597. Amis de plusieurs poètes, il est aussi l'auteur de plusieurs rimes rassemblées pour la première fois par V.-L. Saulnier. Il fut un des premiers à saluer le talent de Joachim du Bellay et avait noués des liens avec Louis Des Masures. Ses premiers vers datent de 1549 et se trouvent dans un Épithalame offert à Jeanne d'Albret par Nicolas Bourbon. Dans  l'Énéide de Lyon, p. 3 on trouve 4 distiques latins de Georges de la Patrière traduits en français par lui-même.

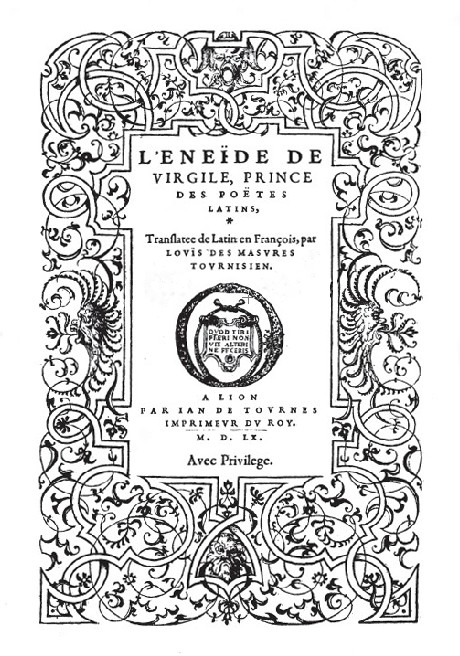
Page de titre de l'édition de lÉnéide de Lyon, Jean I de Tournes, 1560.

« Autant comme l'on peut en un autre langage - Une langue exprimer, autant que la nature - Par l'art se peut montrer, et que par la peinture - On peut tirer au vif un naturel visage, - Autant exprimes-tu, et encor' d'avantage - Avecques le pinceau de la docte escriture, - La grace, la façon, le port et la stature -  De celui qui d'Énée a descrit le voyage. -Ceste mesme candeur, ceste grace divine, - Ceste mesme douceur et majesté latine - Qu'en ton Virgile on voit; c'est celle mesme encore, - Qui Françoise se rend par ta céleste veine; - Des Masures, sans plus, a faute d'un Mècesne .  ».

### Mariage
Il fut sans doute marié deux fois car il est dit en 1584, tuteur de Georges, son fils aîné, et Claude de Chivré. Sœur de Jacques et de François de Chivré, fils de Jacques Ier de Chivré, seigneur du Plessis-Chivré, la Guénaudière, l'Estanget, la Chevalerie, maître d'hôtel de Monseigneur le duc d'Alençon, frère du roi, mari de Jeanne de Bouillé, dame d'honneur de la duchesse de Bar, elle s'unit en premières noces au sanguinaire René de la Rouvraye, sieur de Bressault. Après l'exécution de son mari, elle se remaria à Pyrrhus L'Enfant le 19 mars 1573, et lui survécut. Claude de Chivré, dame d'honneur de la Duchesse de Lorraine en 1599 était alors protestante, convertie au catholicisme seulement en 1617, et vivait encore en 1618.

### Frères
Pirrhus L'Enfant avait deux frères, Gabriel, seigneur de Lignières et du Bordage, en Quelaines, et de Boismoreau, en Bazouges, près la Flèche, et Georges, qui eut l'Abbaye Saint-Léonard des Chaumes, près de La Rochelle. C'est une tradition que les trois frères Lenfant de la Patrière étaient protestants. Il est constant toutefois que Georges revint à la Patrière et y vécut en catholique. Gabriel paraît avoir changé de parti selon ses intérêts et quant aux opinions religieuses, il semble après quelques actes catholiques être revenu au calvinisme que ses descendants professèrent presque tous. Gabriel L'Enfant fut nommé maréchal de camp dans les armées de la Ligue catholique, qui se réunit à Louis de Saint-Gelais, seigneur de Lansac  en 1590, et connu sous le nom de la Patrière de Beauce.

### Enfants

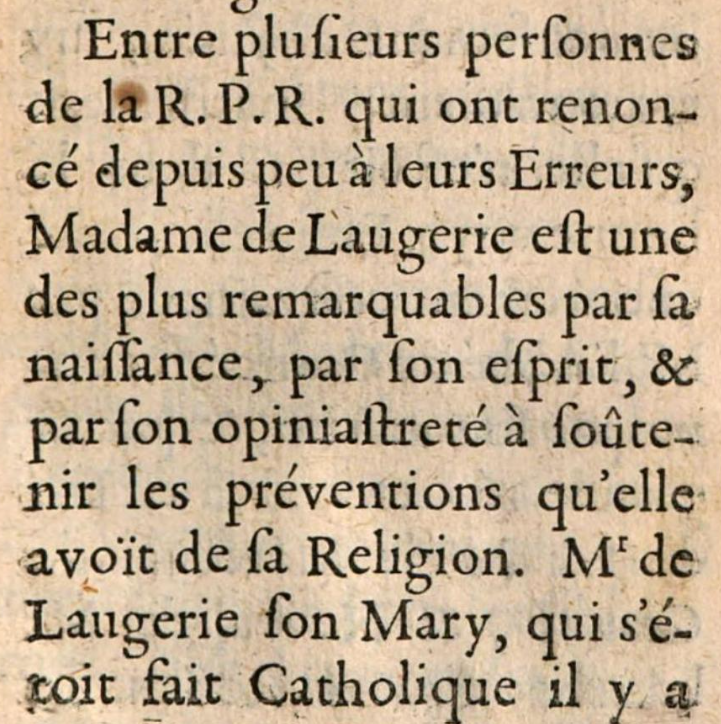
Extrait du Mercure Galant de mars 1686

La descendance de Pyrrhus L'Enfant était représentée en 1666 par :
1. Jacques, premier du nom, son fils aîné, seigneur de la Patrière et de Cimbré, fit abjuration de la religion protestante, le 23 octobre 1609, et les enfants qu'il eût de noble damoiselle Françoise d'Allouville, son épouse, savoir: Louis, Salmon, Paul, Jacques, Marie et Guillaume, furent baptisés sur les fonts de l'église de Courbeveille, demeurant à Durtal ;
2. Guillaume, sieur de Scépeaux, son frère, et par leurs cousins :
3. Isaac, sieur du Bordage, paroissien de Baracé ;
4. Henri, sieur de la Garellière, paroissien de Baracé ;
5. et Gédéon, sieur de Lirières et de Boismoreau, mariée à Suzanne Le Poitevin, veuve de Philippe de la Vairie, qui lui apporta la jouissance du château de Bazouges, près de La Flèche ; il y demeurait en 1669.

Ses descendants se convertirent, selon le Mercure Galant, à l'exception du sieur de Scépeaux, qui n'abjura qu'en 1685. Les descendants de Gédéon la professaient encore à l'époque de la Révocation de l'édit de Nantes. Quelques-uns d'entre eux donnèrent des preuves de constance, entre autres, au rapport du Mercure Galant,, Marie L'Enfant « une des personnes de la R. P. R. les plus remarquables par sa naissance, par son esprit et par son opiniastreté, » laquelle ne se décida qu'en 1686 via l'influence de l'Abbé Hardouin Rouxel de Médavy de Grancey à suivre l'exemple de Bonaventure de Moifant, son mari qui avait abjuré depuis quatre ans.